# Alex Pettyfer

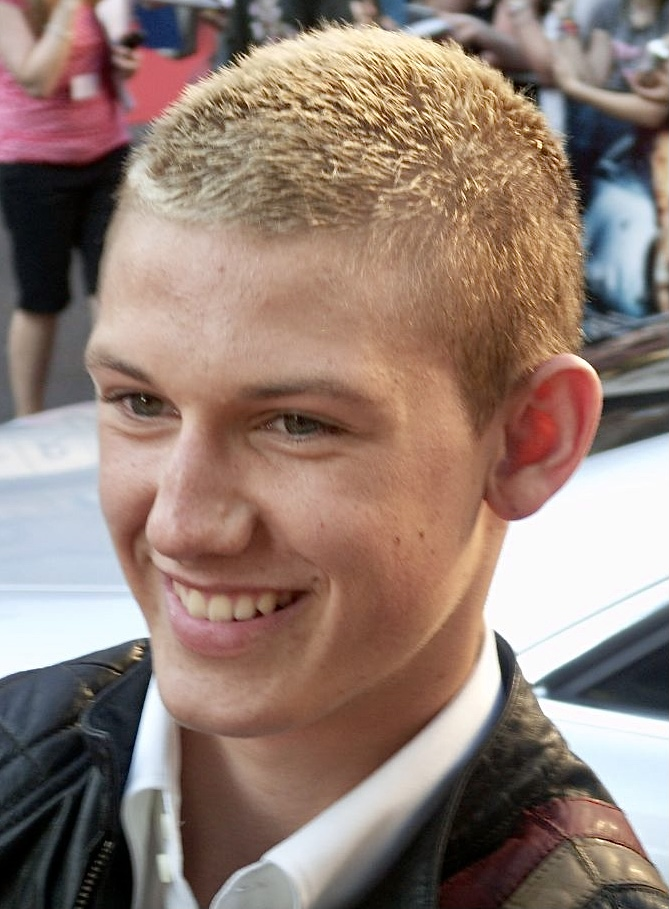
Alex Pettyfer (2006)

Alexander „Alex“ Richard Pettyfer (* 10. April 1990 in Stevenage, Hertfordshire) ist ein britischer Schauspieler und Model.

## Leben und Karriere
Sein Vater ist der Schauspieler Richard Pettyfer, seine Mutter das ehemalige Model Lee Robinson (jetzt auch bekannt unter „Lee Ireland“). Er hat einen jüngeren Bruder.
Alex Pettyfer war Kindermodel für GAP Inc. Er hatte sein Debüt in Tom Brown’s Schooldays 2005 als Tom Brown. Weiterhin spielte er in Stormbreaker den 14-jährigen Agenten Alex Rider, der nach dem Tod seines Onkels dessen Fälle übernimmt. Im Jahr 2008 erschien der Film Wild Child, in dem er an der Seite von Emma Roberts den Sohn der Direktorin einer Mädchenschule spielte. Zusammen mit Agyness Deyn modelt er seit 2008 für Kampagnen von Burberry. Seit einiger Zeit hat er neben seinem Erstwohnsitz Windsor, England einen Zweitwohnsitz im Großraum Los Angeles, Kalifornien.
Im Frühjahr 2011 war Pettyfer im Film Beastly, neben Vanessa Hudgens und Mary-Kate Olsen zu sehen. Hierbei handelt es sich um eine Neuverfilmung des Themas Die Schöne und das Biest. Der nach Beastly gedrehte Film Ich bin Nummer Vier mit Pettyfer in der Hauptrolle lief zuerst in den Kinos an. Ende 2011 war er im Film In Time – Deine Zeit läuft ab neben Justin Timberlake, Amanda Seyfried, Cillian Murphy und Olivia Wilde zu sehen. Im Filmdrama Elvis & Nixon verkörperte Pettyfer 2016 Elvis Presleys Wegbegleiter Jerry Schilling.
2010 lernte er Dianna Agron am Set von Ich bin Nummer Vier kennen, mit der er bis Februar 2011 liiert war. Von Ende Herbst 2011 bis Anfang 2014 war er mit Riley Keough liiert. US-Zeitschriften berichteten, dass sich Pettyfer und Keough im Februar 2012 verlobt hätten. Von Anfang 2014 bis März 2016 war Pettyfer mit dem niederländischen Model Marloes Horst liiert. Seit dem 24. Dezember 2019 war er mit dem Model Toni Garrn verlobt, mit der er seit Anfang 2019 eine Beziehung führte. Am 2. Oktober 2020 heiratete das Paar in Hamburg. Im Juli 2021 kam das erste gemeinsame Kind des Paares, eine Tochter, zur Welt. Im April 2023 gab das Paar seine Trennung bekannt.

## Filmografie (Auswahl)
- 2005: Tom Brown’s Schooldays
- 2006: Stormbreaker
- 2008: Wild Child
- 2009: Tormented
- 2011: Beastly
- 2011: Ich bin Nummer Vier (I Am Number Four)
- 2011: In Time – Deine Zeit läuft ab (In Time)
- 2012: Magic Mike
- 2013: Der Butler (The Butler)
- 2014: Endless Love
- 2016: Elvis & Nixon
- 2017: The Strange Ones
- 2018: Back Roads
- 2019: Die Geldwäscherei (The Laundromat)
- 2019: The I-Land (Fernsehserie, 2 Folgen)
- 2020: Echo Boomers
- 2024: 5lbs of Pressure
- 2024: The Ministry of Ungentlemanly Warfare
- 2024: Chief of Station
- 2024: Sunrise

## Modelling
- 2008: Burberry – Frühling/Sommer
- 2008: Burberry – The Beat For Men eau de cologne
- 2009: Burberry – Frühling/Sommer
- 2011: Burberry – Beastly
- 2012: Scotch and Soda – Sommer